# Яицкая, Инна Геннадьевна
И́нна Генна́дьевна Яи́цкая (род. 18 августа 1979, Тольятти, Куйбышевская область) — российская пловчиха, мастер спорта международного класса, чемпион и рекордсмен России, неоднократный призёр чемпионатов России, бронзовый призёр чемпионата Европы по плаванию, участница двух Олимпийских игр.

## Биография
Родилась в Тольятти. Занималась плаванием в местной ДЮСШ-6, первым тренером была Л. Сафонова (по другим данным — В. Цыганко). В дальнейшем тренировалась в Самарском государственном училище олимпийского резерва у А. Зеленяева.
Выступала за спортивный клуб Министерства обороны (Самара). Входила в состав сборной России по плаванию с 1996 по 2000 год. В 2001 году завершила спортивную карьеру.
Окончила Тольяттинский филиал Самарского педагогического института по специальности «тренер».

## Достижения
В 1996 году получила первые медали чемпионата России — стала третьей в заплыве на 50 метров вольным стилем и стала третьей в аналогичном заплыве на короткой воде. В 1997 году в той же дисциплине стала второй, а в заплыве на 200 метров вольным стилем — третьей. В том же году в составе сборной России завоевала бронзовую медаль на чемпионате Европы в эстафете 4×100 м вольным стилем. В 1998 году вновь получила бронзу в заплыве на 50 метров вольным стилем.
В 1999 году Инна на чемпионате России в очередной раз стала третьей на дистанции 50 метров вольным стилем и также третьей в женской эстафете 4×100 м вольным стилем в составе сборной Санкт-Петербурга.
В 2000 году Яицкая стала серебряным призёром чемпионата России на короткой воде (50 м вольным стилем), завоевала две бронзовые медали чемпионата России на дистанциях и 50 и 100 метров вольным стилем и стала чемпионом России, завоевав золотую медаль на дистанции 50 м баттерфляем, установив в полуфинальном заплыве рекорд России — 27,41.
В 2001 году Инна завоевала бронзовые медали чемпионата России в заплывах на 50 метров вольным стилем, 50 метров баттерфляем и 50 метров вольным стилем на короткой воде. Также она приняла участие в чемпионате мира среди военнослужащих, где завоевала полный комплект наград: золото — 50 м вольным стилем, серебро — 50 м, баттерфляй, бронза — 100 м, вольный стиль.
Участница двух Олимпиад. На Олимпийских играх 1996 года принимала участие в эстафете 4×200 м вольным стилем, где сборная России заняла 12 место. На Олимпийских играх 2000 года выступала в двух дисциплинах: эстафета 4×100 м вольным стилем — 10 место и эстафета 4×100 м комбинированным стилем — 9 место.